# Украинская партия социалистов-революционеров (боротьбистов)
Боротьби́сты — левоэсеровская, затем коммунистическая, партия на Украине. Создана на основе левого крыла Украинской партии социалистов-революционеров (УПСР), отколовшегося от неё в мае 1918 и принявшего название Украинская партия социалистов-революционеров (боротьбистов) — УПСР(б). С марта по август 1919 года носила название Украинская партия социалистов-революционеров (коммунистов) — УПСР(к). С 6 августа 1919 после объединения с левой группой Украинской социал-демократической рабочей партии («независимых») стала называться Украинская коммунистическая партия (боротьбистов).
Основатели и лидеры боротьбистов: В. М. Эллан-Блакитный, Г. Ф. Гринько, Л. Б. Ковалёв, П. П. Любченко, И. В. Михайличенко, М. Н. Полоз, А. Я. Шумский, Н. Л. Шинкарь. Накануне её роспуска, в 1920 году, в партию вступил А. П. Довженко.
Центральный печатный орган — газета «Боротьба» (с 23 февраля 1918 по 4 апреля 1920 года).
Программные документы: Третьеиюньская платформа 1918 года и тактические резолюции от 4 ноября 1918 года (зафиксировали переход руководителей левого крыла социалистов-революционеров от парламентаризма к поддержке требований украинских коммунистов и признанию Советов).

## История
Трения между правым и левым крылом в УПСР существовали ещё с 1917 года, но особенно усилились после провозглашения большевиками Советской власти и касались как отношения к общероссийскому революционному процессу, так и решения аграрного вопроса. На III съезде УПСР (декабрь 1917 года, Киев) левые украинские эсеры, при поддержке делегатов от армейских партийных организаций, потребовали от Центральной Рады немедленного издания законов об уничтожении частной собственности на землю, установления «государственно-рабочего» контроля над промышленностью и национализации ряда её отраслей, а также других реформ, соответствующих собственной программе УПСР. Вскоре 12 членов ЦК партии составили ядро левой оппозиции в Центральной Раде.
С 23 февраля 1918 года левые украинские эсеры начали издание собственной газеты «Боротьба», по названию которой и стали известны как боротьбисты. Пассивная политика правого крыла УПСР, отказавшегося от курса на восстание против авторитарно-консервативного гетманского режима, привела к окончательному расколу партии на её IV съезде (май 1918 года), когда на выборах в ЦК победили боротьбисты.
4 ноября 1918 года УПСР (боротьбистов) издала резолюцию ЦК партии, в которой признавала необходимость организации «классового вооружённого восстания» и перехода власти в руки рабочих и беднейшего крестьянства. Украинские левые эсеры выдвигали также лозунги «мировой революции, Красного Интернационала и диктатуры пролетариата» как основы для сближения с «партиями революционного социализма», в том числе КП(б) Украины.
Боротьбисты участвовали в организации (совместно с членами Коммунистической партии (большевиков) Украины) вооружённых выступлений против правительства Директории: Житомирское (январь 1919) и Ржищевское (январь—февраль 1919) восстания, которые были подавлены войсками Директории, при этом среди боротьбистов росло убеждение в необходимости сотрудничества с КП(б) Украины. В конце января — начале февраля 1919 делегация боротьбистов во главе с Блакитным на переговорах в Харькове с Временным рабоче-крестьянским правительством Украины дала согласие на сотрудничество с большевиками и получила право на вхождение в состав правительства (боротьбисты обязаны были распустить Центральный революционный комитет — Главный совет революционных эмиссаров, который руководил вооружённым восстанием). На III Всеукраинском съезде Советов (6—10 марта 1919 года) голосовали за резолюции большевиков, а ВУЦИК был сформирован на двухпартийной основе — 90 представителей от КП(б) Украины и 10 боротьбистов.
3—11 марта 1919 года в Харькове состоялся проведённый левым крылом эсеров V съезд УПСР, который одновременно стал и I Учредительным съездом боротьбистов, официально утвердивший рождение Партии социалистов-революционеров (коммунистов); таким образом, пути левых и правых эсеров окончательно разошлись. В качестве основополагающих документов съезд принял тезисы политической комиссии по социально-экономической политике (как основу будущей программы партии) и устав УПСР(к); поручил ЦК и социально-экономической комиссии на основе принятых документов подготовить проект партийной программы (решение не было выполнено, так как в марте 1920 года партия была ликвидирована). В тезисах боротьбисты признавали социалистический характер Октябрьской революции и диктатуру пролетариата. Лидеры боротьбистов выступили одновременно с собственной теорией «украинской революции» и «украинского коммунизма», на первый план выдвигалось решение национальных проблем: организация национальной украинской армии, самостоятельного управления украинским народным хозяйством, форсирование украинизации.
В конце апреля — начале мая 1919 года боротьбисты решительно осудили григорьевский мятеж, объявив его руководителя — командира 6-й украинской стрелковой дивизии Н. А. Григорьева предателем революции.
Лидеры боротьбистов участвовали в создании военно-политического союза советских республик, за что проголосовали 14 июля 1919 года во ВУЦИК, добиваясь, однако, конкретизации подобного объединения. После взятия Киева деникинцами 30 августа 1919 года часть руководства партии осталась в подполье. В это время погибли члены её ЦК, украинские литераторы Василий Чумак и Игнат Михайличенко.
В августе и ноябре 1919 года боротьбисты предприняли две неудачные попытки вступить в Коммунистический интернационал. В декабре 1919 года УКП(б) было заключено соглашение с КП(б)У о вхождении первой в состав Всеукраинского ревкома.
20 марта 1920 года Всеукраинская конференция боротьбистов приняла решение о самороспуске УКП(б) и слиянии её с КП(б) Украины путём индивидуального приёма членов (из примерно 15 000 в ряды партии большевиков вступило около 4 000), что было организационно оформлено решениями II (VI) съезда партии боротьбистов и IV конференции (на правах съезда) КП(б)У.
В течение 1920-х годов выходцы из УКП(б) занимали ряд руководящих мест в Совнаркоме УССР и сыграли значительную роль в процессах украинизации (Александр Шумский, Андрей Хвыля, Панас Любченко, Антон Приходько и другие).
В 1930-х годах большинство лидеров боротьбистов было репрессировано. Во время Ежовщины, бывшие члены партии подверглись многочисленным преследованиям. 27 марта 1935 в отношении бывших участников партии НКВД открыло «дело боротьбистов».